# Ichneumon aemulus
Ichneumon aemulus là một loài tò vò trong họ Ichneumonidae.